# IC 1683
IC 1683 ist eine Spiralgalaxie vom Hubble-Typ Sc im Sternbild Andromeda am Nordsternhimmel. Sie ist schätzungsweise 224 Millionen Lichtjahre von der Milchstraße entfernt und hat einen Durchmesser von etwa 85.000 Lichtjahren. Gemeinsam mit 41 weiteren Galaxien bildet sie die NGC 507-Gruppe (LGG 26). 

Im selben Himmelsareal befinden sich u. a. die Galaxien NGC 512, NGC 513, NGC 523, IC 1675.
Das Objekt wurde am 29. November 1899 von Stéphane Javelle entdeckt.